# Hallenmasters Winterthur 2009
Die Hallenmasters 2009 war die vierte Austragung der Hallenmasters in Winterthur. Gewonnen wurde das Turnier vom kosovarischen Meister FC Prishtina, der vor gut 1'500 bis 1'800 Zuschauer im Finale gegen den FC Aarau mit 6:0 gewann. Bei den Frauen gewann der SC YF Juventus das Turnier.

## Männer

### Teilnehmer
- FC Aarau (Super League)
- FC Luzern (Super League)
- FC Prishtina (Superliga)
- FC St. Gallen (Super League)
- FC Thun (Challenge League)
- FC Winterthur (Challenge League)

### Gruppe A
|              | Ergebnis |              |
| ------------ | -------- | ------------ |
| FC Thun      | 5:3      | FC Prishtina |
| FC Prishtina | 5:3      | FC Luzern    |
| FC Luzern    | 3:1      | FC Thun      |

### Gruppe B
|               | Ergebnis |               |
| ------------- | -------- | ------------- |
| FC St. Gallen | 2:1      | FC Winterthur |
| FC Aarau      | 3:2      | FC St. Gallen |
| FC Aarau      | 5:3      | FC Winterthur |

### Halbfinale
|              | Ergebnis |               |
| ------------ | -------- | ------------- |
| FC Prishtina | 4:3      | FC St. Gallen |
| FC Aarau     | 4:2      | FC Luzern     |

### Finale
|              | Ergebnis |          |
| ------------ | -------- | -------- |
| FC Prishtina | 6:0      | FC Aarau |

### Spiel um Platz 3
|               | Ergebnis |           |
| ------------- | -------- | --------- |
| FC St. Gallen | 8:5      | FC Luzern |

### Spiel um Platz 5
|               | Ergebnis |         |
| ------------- | -------- | ------- |
| FC Winterthur | 7:3      | FC Thun |

## Frauen

### Teilnehmer
- FC Seuzach (2. Liga)
- FC Spreitenbach (3. Liga)
- SC Veltheim (2. Liga)
- FC Wiesendangen (3. Liga)
- FC Windisch (2. Liga)
- FC Wängi (1. Liga)
- SC YF Juventus (1. Liga)
- FC Zürich-Affoltern (2. Liga)

### Gruppe A
|                 | Ergebnis |                 |
| --------------- | -------- | --------------- |
| FC Spreitenbach | 1:0      | FC Seuzach      |
| SC YF Juventus  | 5:2      | SC Veltheim     |
| FC Spreitenbach | 4:3      | SC Veltheim     |
| SC YF Juventus  | 5:1      | FC Seuzach      |
| SC YF Juventus  | 3:1      | FC Spreitenbach |
| FC Seuzach      | 3:1      | SC Veltheim     |

### Gruppe B
|                 | Ergebnis |                     |
| --------------- | -------- | ------------------- |
| FC Wiesendangen | 3:2      | FC Zürich-Affoltern |
| FC Windisch     | 2:2      | FC Wängi            |
| FC Windisch     | 4:0      | FC Zürich-Affoltern |
| FC Wiesendangen | 1:1      | FC Wängi            |
| FC Wängi        | 6:0      | FC Zürich-Affoltern |
| FC Windisch     | 3:0      | FC Wiesendangen     |

### Halbfinale
|                | Ergebnis |                 |
| -------------- | -------- | --------------- |
| SC YF Juventus | 3:0      | FC Wängi        |
| FC Windisch    | 6:1      | FC Spreitenbach |

### Finale
|                | Ergebnis |             |
| -------------- | -------- | ----------- |
| SC YF Juventus | 3:0      | FC Windisch |

### Spiel um Platz 3
|          | Ergebnis |                 |
| -------- | -------- | --------------- |
| FC Wängi | 2:1      | FC Spreitenbach |

## Übrige Turniere
- Das Regionalmasters wurde vom FC Seuzach gewonnen, die den FC Effretikon im Finale klar mit 5:0 schlugen.
- Das Seniormasters wurde zum vierten Mal in Folge vom Team Puls Sport gewonnen. Dieses Mal konnte der Finalsieg jedoch erst im Penaltyschiessen errungen werden, in dem sie eine Stadtauswahl nach einem 1:1 während der regulären Spielzeit schlugen. Dieses Mal spielten im Team Puls Sport unter anderem die Ex-Profis Ratinho, Erich Hürzeler, Uli Forte und Petar Aleksandrow, während in der Stadtauswahl ehemalige Profis aus Winterthur antraten.[3]